# Age of Empires III: The Asian Dynasties
Age of Empires III: The Asian Dynasties là bản mở rộng thứ hai chính thức cho trò chơi chiến lược thời gian thực Age of Empires III được phát triển thông qua sự hợp tác giữa Ensemble Studios và Big Huge Games, và phát hành bởi Microsoft Game Studios. Các phiên bản Mac đã được chuyển qua và phát triển bởi Destineer của MacSoft tầm và xuất bản của MacSoft Games. Trò chơi được các bản mở rộng thứ hai sau The WarChiefs. Trò chơi giới thiệu ba nền văn minh mới là Trung Hoa, Nhật Bản và Ấn Độ. Nó cũng giới thiệu các chiến dịch, bản đồ, và chế độ chơi game mới.

## Trò chơi
Nhìn chung Age of Empires III: The Asian Dynasties tương tự như bản gốc Age of Empires III. Thay vì giới thiệu phương pháp mới của trò chơi, những thay đổi đã được tập trung vào giới thiệu nội dung mới cho trò chơi.

### Các bổ sung mới
Xuất khẩu: Phương pháp đặc biệt này chỉ có với ba nền văn minh châu Á được nghiên cứu để lấy lính đánh thuê từ nước ngoài tại Toà lãnh sự (consulate), nơi mà người chơi có thể chọn được một đồng minh nước ngoài, và họ thể xách vài khẩu súng cối của Hà Lan, súng thần công của Bồ Đào Nha,... qua Tòa lãnh sự để bổ sung cho lực lượng quân đội, đối với Nhật Bản họ có thể chọn một đồng minh khác cũng là Nhật Bản (có thể gọi đây là chính sách Tỏa Quốc của người Nhật, họ không cho bất cứ người nước ngoài nào vào nước mình).

### Nền văn minh mới
Ba nền văn minh mới đã được thêm vào trong Age of Empires III: The Asian Dynasties. Mỗi nền văn minh châu Á đều có những tăng sĩ, thay vì nhà thám hiểm như của các nền văn minh châu Âu.
Có sáu nền văn minh mới có sẵn để cho thuê tại phiên bản này, họ là những người Hồi giáo mật tông (Sufis), Thiếu Lâm (Shaolin),Thiền tông (Zen), Udasi, Bhakti, và dòng Tên (Jesuits).
- Ấn Độ — Nền văn minh này không có thẻ dân ở Home City, nhưng họ nhận được một làng bằng hầu hết chuyến hàng. Người dân được mua bằng gỗ chứ không phải bằng thực phẩm, khá đặc biệt với các nước khác. Dân làng cũng không được phép thu hoạch thức ăn chăn nuôi, nhưng thay vào đó là có thể xây dựng Thánh địa để tạo ra điểm kinh nghiệm khi chăn nuôi. Sepoys (lính Xi-pay đánh thuê cho thực dân Anh), Gurkha (Skirmisher) và Rajputs (giống như Rodeleros) là những đơn vị bộ binh, và Ấn Độ còn có một số loại lạc đà và kỵ binh voi. Cả hai tu sĩ Bà La Môn của Ấn Độ cưỡi trên lưng voi và có thể chữa thương cho dân làng và quân đội. Home City là Dehli và đứng đầu là Akbar Đại đế.[2]
- Trung Quốc — Đây là chủng tộc có số quân và dân đông nhất, giống như Nga, lính được mua theo nhóm tuy nhiên quân đội lại yếu và máu ít. Chủng tộc này có lợi thế về tăng sĩ và quân đội. Tăng sĩ Trung Quốc là tăng sĩ có sức mạnh vượt trội hơn tất cả tăng sĩ khác trong chủng tộc Châu Á. Quân đội mua nhanh và rẻ (điều này chỉ xuất hiện khi máy tính có cấu hình tốt). Về thủy lực có thể nói tàu chiến lớn của Trung Quốc là mạnh nhất, sức bắn và máu cao hơn cả thuyền của Châu Âu. Trung Quốc được dựa trên triều đại nhà Thanh dưới thời trị vì của hoàng đế Khang Hy
- Nhật Bản — Nền văn minh này có thể lấy được Đại danh (Daimyō) và Tướng quân (Shōgun) từ Home City, chẳng hạn như Đại danh Mototada hay tướng quân Tokugawa.[1] Dân tộc này không thể lấy thực phẩm thông qua việc chăn nuôi hay săn bắn, nhưng có thể xây đền thờ để đạt lấy một số lượng nhỏ tài nguyên (khoảng 0.05 trên giây). Các đền thờ có vai trò giống như nhà ở, chứa được 10 người dân. Người chơi có thể xây dựng 20 đền thờ. Trong khi người Nhật không thể săn bắn thì các đền thờ lại thu hút các động vật cho họ. Điều này làm tăng sự sản xuất tài nguyên cho đền. Họ có khả năng là dùng một thẻ từ Home City tới hai lần. Họ có hai nhà thám hiểm là các tu sĩ Ikko-Ikki có thể được nâng cấp bằng các lô hàng tại Home City hoặc tại Tu viện (Monastery). Các tu sĩ bắt đầu với một khả năng được gọi là "Divine Strike" có thể được sử dụng để kết liễu người trông coi kho báu, hoặc đối phương. Ngoài ra các tu sĩ này có thể làm bất tình những con vật hay người trông coi kho báu trong một khoảng thời gian ngắn. Home City là Edo (Hán-Việt: Giang Hộ, Tên cũ của Tokyo trước cuộc Minh Trị Duy Tân) và nhà lãnh đạo là Tokugawa Ieyasu.

### Chiến dịch
Có ba chiến dịch mới cho ba nền văn minh mới.
- Chiến dịch Nhật Bản — Chiến dịch của người Nhật tập trung vào việc thống nhất Nhật Bản.
- Chiến dịch Trung Quốc: Chuyến hải trình về phương nam của Trịnh Hòa
- Chiến dịch Ấn Độ: Khởi nghĩa Sepoy chống thực dân Anh.